# Batalla de l'Úhud
La batalla de l'Úhud (àrab: غزوة أحد, ḡazwat Uḥud) fou un combat lliurat el 19 de març de l'any 625 (3 de xawwal de l'any 3 després de l'hègira segons el calendari islàmic; no totes les fonts estan d'acord en la data i algunes la retarden l'any 4) a l'altiplà de l'Úhud, en el que és actualment el nord-oest de l'Aràbia Saudita.

## Antecedents
Per escapar de la persecució dels ciutadans de la Meca, Mahoma i molts dels seus seguidors musulmans van emigrar de la Meca a la veïna ciutat de Medina el 622, que es trobava en un oasi en la principal ruta comercial de la Meca, i les tensions entre les dues viles van créixer, fins que l'any 623 quan els musulmans van iniciar una sèrie d'atacs a les caravanes dels Quraix.
La batalla de Badr, l'any 624 fou la primera batalla entre mequís i medinesos, en la qual una petita força musulmana va derrotar-ne una de molt superior de mequís.

## Batalla
Els mequís, comandats per Abu-Sufyan ibn Harb van marxar de la Meca a Medina l'11 de març del 625 per venjar la derrota a la batalla de Badr, amb un exèrcit de tres mil homes, set-cents d'ells amb cotes de malla, i dos-cents cavalls i derrotar a Mahoma i els seus seguidors, que comptava amb mil homes, cent d'ells amb cota de malla, però els tres-cents homes van abandonar en arribar al mont Úhud.
La lluita es va produir a tota la zona de l'Úhud. Tot i la seva inferioritat numèrica els musulmans van prendre la iniciativa i van forçar als enemics a una retirada deixant el seu campament sense protecció; quan la victòria era segura pels musulmans aquestos van cometre un greu error; trencant les ordes de Mahoma, els arquers van abandonar les seves posicions per participar en el saqueig i això va permetre un atac per sorpresa de la cavalleria de la Meca dirigida per Khàlid ibn al-Walid, que va portar el caos a les files musulmanes; molts d'aquestos foren massacrats incloent Hamza ibn Abd-al-Múttalib, oncle del profeta, que morí a mans d'una javelina de Wahxí ibn Harb; el mateix Mahoma va ser ferit i els musulmans van fugir i no foren perseguits; l'exèrcit de la Meca va tornar a la seva ciutat proclamant-se vencedor.

## Conseqüències
Aquesta victòria va impedir la conquesta musulmana de la Meca i va forçar un tercer combat el 627 (la batalla del Fossat).